# Hal Linden

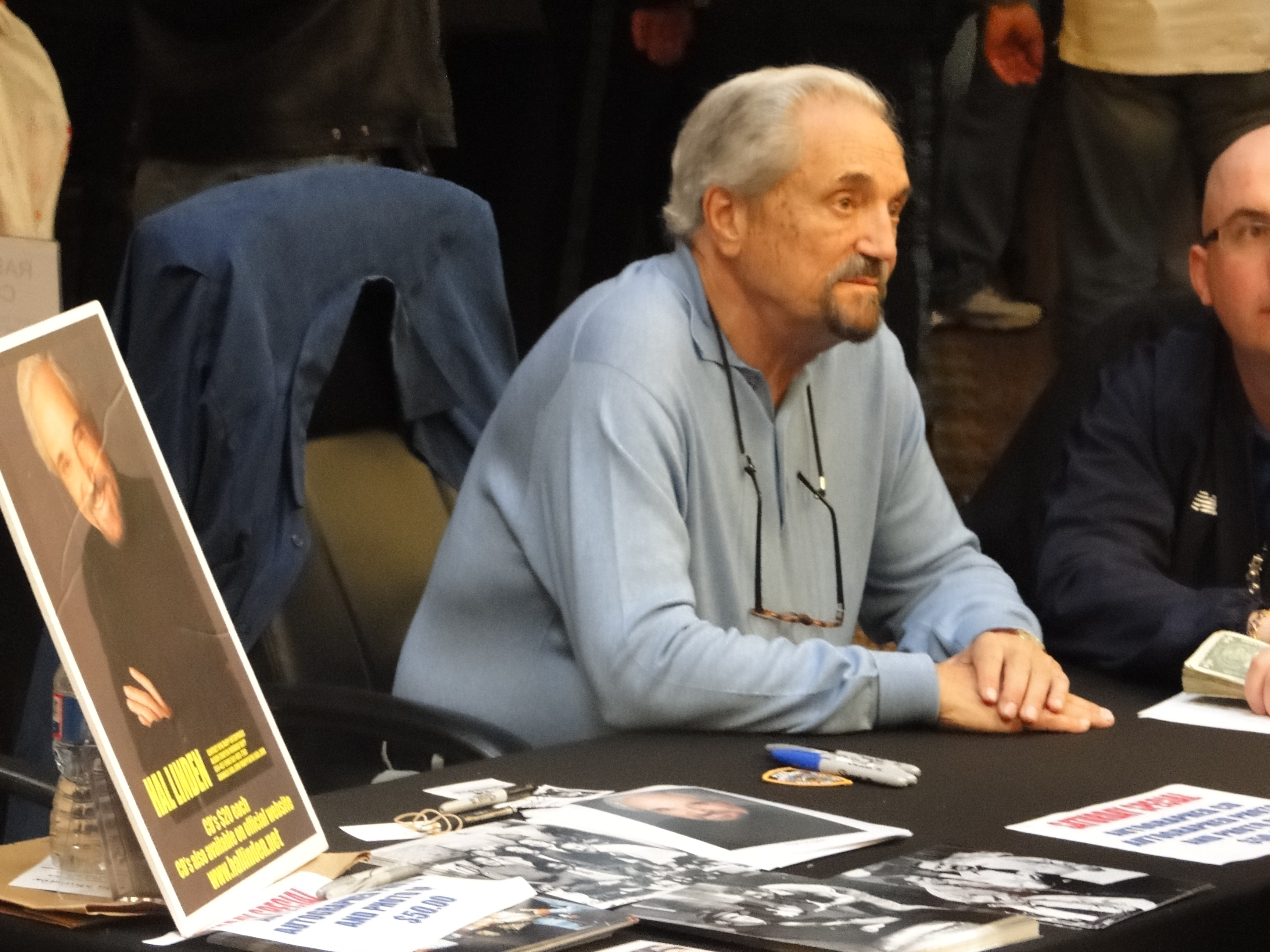
Hal Linden in 2011

Hal Linden (New York, 20 maart 1931), geboren als Harold Lipshitz, is een Amerikaans acteur en muzikant.
Linden is het meest bekend van zijn rol als Barney Miller in de gelijknamige televisieserie Barney Miller waar hij in 171 afleveringen speelde.

## Biografie
Linden werd geboren in New York, en groeide op in The Bronx waar hij de high school doorliep aan de High School of Performing Arts. Hierna ging hij muziek studeren aan de Queens College, City University of New York in Queens en later haalde hij zijn bachelor of arts in management aan de City College of New York in New York.
Linden wilde in zijn jeugd een bigband leiden, in de jaren 50 toerde hij door Amerika, met onder andere Bobby Sherwood, met andere bigbands. Hij bespeelde een saxofoon en klarinet en deed ook de zang. In 1952 nam hij dienst in de United States Army waar hij lid werd bij de United States Army Band. Tijdens zijn diensttijd nam hij, na het zien van een toneelstuk, het besluit om acteur te worden.
Linden was van 1958 tot en met 2010 (haar overlijden) getrouwd en heeft vier kinderen heeft.

## Filmografie

### Films
- 2024 Micro Budget - als Russel
- 2023 You People - als mr. Greenwald
- 2019 Grand-Daddy Day Care - als Gabe
- 2018 The Samuel Project - als Samuel
- 2016 Stevie D - als Max Levine
- 2010 In Security – als ??
- 2008 A Kiss at Midnight – als Arthur Wright
- 2008 Light Years Away – als op Sommers
- 2005 Freezerburn – als Roderick Carr
- 2003 Dumb Luck – als Blaine Mitchell
- 2002 Time Changer – als de decaan
- 2002 The Glow – als Arnold Janusz
- 1999 The Rockford Files: If It Bleeds... It Leads – als Ernie Landale
- 1999 Jump – als Shrink
- 1998 Killers in the House – als Arthur Pendleton
- 1997 Out to Sea – als Mac Valor
- 1997 The Others – als Richard Meltzer
- 1996 Just Friends – als Mr. Barton
- 1995 The Colony – als Philip Denig
- 1989 Dream Breakers – als Harry Palliser
- 1988 A New Life – als Mel Arons
- 1985 My Wicked, Wicked Ways: The Legend of Errol Flynn – als Jack Warner
- 1984 Second Edition – als Cliff Penrose
- 1983 The Other Woman – als Lou Chadway
- 1983 Starflight: The Plane That Couldn't Land – als Josh Gilliam
- 1982 I Do! I Do! – als He
- 1980 Father Figure – als Howard
- 1980 Jishin rettô – als verteller Engelse versie
- 1979 When You Comin' Back, Red Ryder? – als Richard Ethridge
- 1978 Dorothy Hamill Presents Winners – als ??
- 1976 How to Break Up a Happy Divorce – als Tony Bartlett
- 1976 The Love Boat – als Andrew Canaan
- 1973 Mr. Inside/Mr. Outside – als detective Lou Isaacs
- 1970 Hastings Corner – als Corey Honker
- 1968 Kaijû sôshingeki – als Akira Kubo (stem Engelse versie)
- 1966 Gojira, Ebirâ, Mosura: Nankai no daiketto – als Akira Takarada (stem Engelse versie)
- 1964 L'homme de Rio – als stem Engelse versie
- 1960 Bells Are Ringing – als zanger

### Televisieseries
Uitgezonderd eenmalige gastrollen.
- 2010 Inside the Business of Acting – als Hal Linden – 3 afl.
- 2006-2007 The Bold and the Beautiful – als Jerry Kramer – 6 afl.
- 1994-1995 The Boys Are Back – als Fred Hansen – 18 afl.
- 1992-1993 Jack's Place – als Jack Evans – 18 afl.
- 1986 Blacke's Magic – als Alexander Blacke – 4 afl.
- 1974-1982 Barney Miller – als kapitein Barney Miller – 171 afl.
- 1969 Search for Tomorrow – als Larry Carter - ? afl.

## Prijzen

### Daytime Emmy Awards
- 1995 in de categorie Uitstekend Optreder in een Kinderprogramma met de televisieserie CBS Schoolbreak Special - gewonnen.
- 1984 in de categorie Speciaal Classificatie coor Uitstekend Optreden met de televisieserie FYI: For Your Information - gewonnen.
- 1983 in de categorie Speciaal Classificatie coor Uitstekend Optreden met de televisieserie FYI: For Your Information - gewonnen.
- 1982 in de categorie Speciaal Classificatie coor Uitstekend Optreden met de televisieserie FYI: For Your Information - genomineerd.
- 1981 in de categorie Speciaal Classificatie coor Uitstekend Optreden in een Kinderprogramma met de televisieserie Animals, Animals, Animals - genomineerd.
- 1981 in de categorie Speciaal Classificatie coor Uitstekend Optreden met de televisieserie FYI: For Your Information - genomineerd.

### Golden Globes
- 1981 in de categorie Beste Optreden door een Acteur in een Televisieserie met de televisieserie Barney Miller - genomineerd.
- 1978 in de categorie Beste TV Acteur met de televisieserie Barney Miller - genomineerd.
- 1977 in de categorie Beste TV Acteur met de televisieserie Bareny Miller - genomineerd.
- 1976 in de categorie Beste TV Acteur met de televisieserie Bareny Miller - genomineerd.

### Primetime Emmy Awards
- 1982 in de categorie Uitstekende Acteur in Hoofdrol in een Televisieserie met de televisieserie Barney Miller - genonimeerd.
- 1981 in de categorie Uitstekende Acteur in Hoofdrol in een Televisieserie met de televisieserie Barney Miller - genonimeerd.
- 1980 in de categorie Uitstekende Acteur in Hoofdrol in een Televisieserie met de televisieserie Barney Miller - genonimeerd.
- 1979 in de categorie Uitstekende Acteur in Hoofdrol in een Televisieserie met de televisieserie Barney Miller - genonimeerd.
- 1978 in de categorie Uitstekende Acteur in Hoofdrol in een Televisieserie met de televisieserie Barney Miller - genonimeerd.
- 1977 in de categorie Uitstekende Acteur in Hoofdrol in een Televisieserie met de televisieserie Barney Miller - genonimeerd.
- 1976 in de categorie Uitstekende Acteur in Hoofdrol in een Televisieserie met de televisieserie Barney Miller - genonimeerd.

## TheaterwerkBroadway
- 2001 The Gathering – toneelstuk – als Gabe
- 1998-2004 Cabaret – musical – als Herr Schultz (understudy)
- 1993-1994 The Sisters Rosensweig – toneelstuk – als Marvyn Kant (understudy)
- 1985-1988 I'm Not Rappaport – toneelstuk – als Nat (understudy)
- 1973-1974 The Pajama Game – musical – als Sid Sorokin
- 1972 The Sign in Sidney Brustein's Window – toneelstuk – als Sidney Brustein
- 1970-1972 The Rothshilds – musical – als Mayer Rothschild
- 1969-1970 Three Men on a Horse – toneelstuk – als Charlie
- 1968 The Education of H*Y*M*A*N*K*A*P*L*A*N – musical – als Yissel Fishbein
- 1967-1968 Illya Darling – musical – als No Face
- 1965-1966 On a Clear Day You Can See Forever – musical – als Dr. Mark Bruckner / Edward Moncrief
- 1964 Something More! – musical – als Dick
- 1960-1961 Wildcat – musical – als Matt (understudy)
- 1956-1959 Bells Are Ringing – musical – als Jeff Moss (understudy)

- Biblioteca Nacional de España: XX1451846
- Bibliothèque nationale de France: cb141995380 (data)
- International Standard Name Identifier: 0000 0000 6638 3842
- Library of Congress Control Number: n81098318
- MusicBrainz: 0d7b2950-fd88-4c1f-9efe-4a57d05cd373
- Nationale Bibliotheek van Israël: 987007323056705171
- SNAC: w6sg0htr
- Virtual International Authority File: 94583380
- WorldCat: E39PBJv8DRQJpmdXrBpBG3V6Kd